# Shane Burgos
Shane Burgos, född 19 mars 1991 i New York, är en amerikansk MMA-utövare som sedan 2016 tävlar i organisationen Ultimate Fighting Championship.